# Wojciech Wiadrowski
Wojciech Wiadrowski herbu Radwan – pisarz grodzki pomorski w latach 1631-1642.
Poseł na sejm 1638 roku, sejm 1642 roku, sejm 1643 roku.